# Kąty Rakszawskie
Kąty Rakszawskie est une localité polonaise de la gmina de Rakszawa, située dans le powiat de Łańcut en voïvodie des Basses-Carpates.